# نورث‌وود، لندن
longitudeنورث‌وود، لندنlatitudeنورث‌وود، لندن
نورث‌وود (به انگلیسی: Northwood) یک ناحیه در لندن است که در منطقه هیلینگدون لندن واقع شده‌است.

## نگارخانه

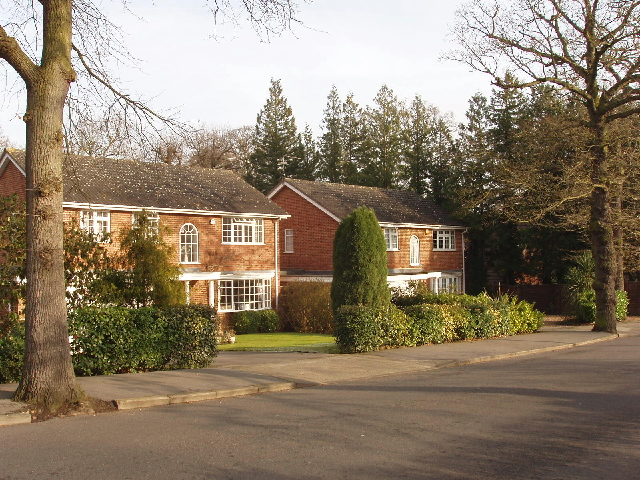
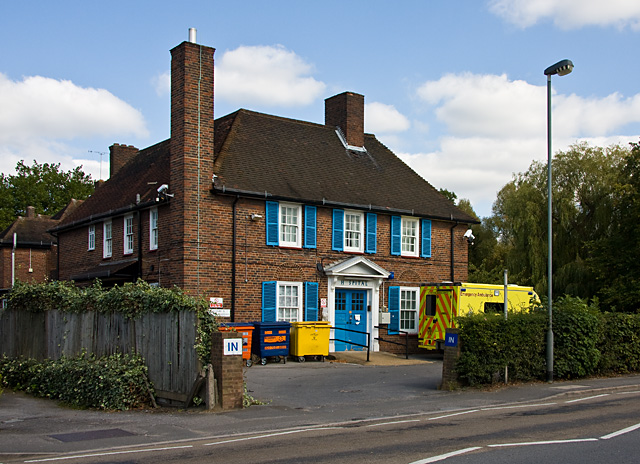
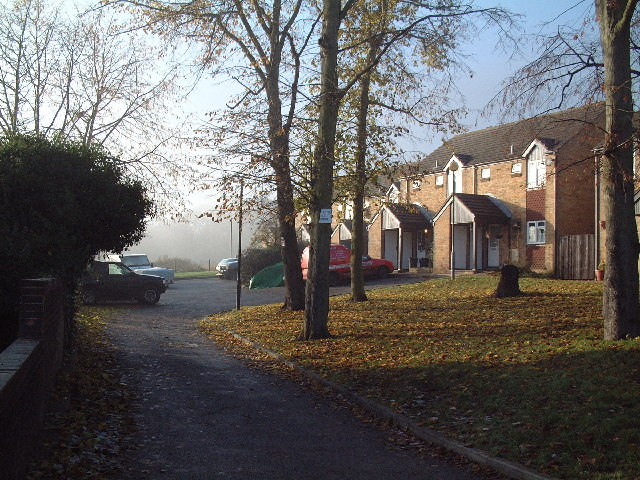
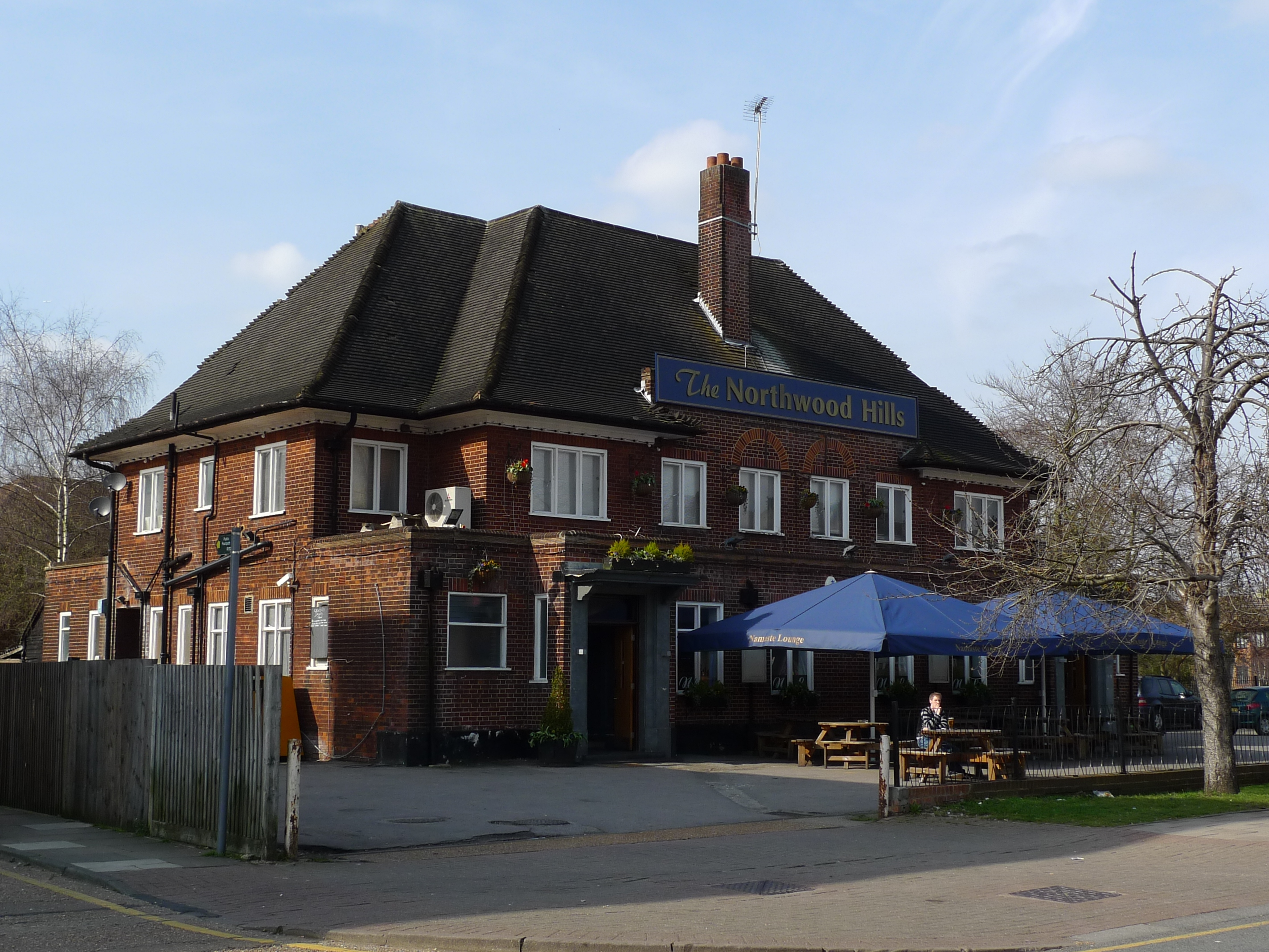
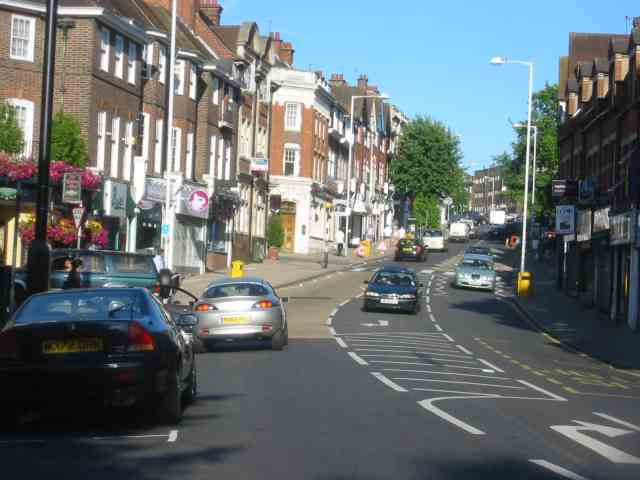

## خصوصیات
نورث‌وود ۲۱٬۹۰۱ نفر جمعیت دارد.